# Pissalat
Pissalat é uma pasta de peixe salgado com especiarias, como tomilho, louro, cravo, manjerona, orégão, pimenta e funcho, tudo esmagado com azeite, originária da região de Nice, no sul da França.
Na língua niçarda, a preparação era conhecida como “peis salat” (peixe salgado) e incluía pequenos peixes, desde “morralla” (Pachypops fourcroi) a sardinhas jovens (antes que lhes aparecessem as escamas) e biqueirões, que eram colocados em recipientes de vidro, com sal grosso e especiarias, e depois de deixados durante vários días, se passava por uma rede fina e se misturava com azeite.
Pode comparar-se esta preparação com o garum dos antigos romanos, com o nuoc mam vietnamita, o "nam pla" tailandês, ou o prahok do Camboja.
Esta pasta de peixe podia ser comida sobre uma fatia de pão, acompanhando sopas, verduras, saladas ou outros pratos, mas tornou-se muito mais popular graças à pissaladière, por vezes considerada considerada a versão francesa da pizza.